# Jacques Swaters
Jacques Swaters (Brussels, Belgija, 30. listopada 1926. – Brussels, Belgija, 10. prosinca 2010.) je bio belgijski vozač automobilističkih utrka, te osnivač momčadi Écurie Francorchamps i Écurie Nationale Belge.
U Formuli 1 je nastupao od 1951. do 1954., no nije uspio osvojiti bodove. Pobjedio je na Internationales Avusrennen, utrci Formule 1 1953. koja se nije bodovala za prvenstvo.

## Vanjske poveznice
- Jacques Swaters - Stats F1
- All Results of Jacques Swaters - Racing Sports Cars